# هوهانس آیوازیان (خواننده)
هوهانس ویگنی آیوازیان (ارمنی: Հովհաննես Վիգենի Այվազյան؛  زادهٔ ۳ مارس ۱۹۸۳) خواننده اهل ارمنستان است. وی از سال میلادی تاکنون مشغول فعالیت بوده است.

## زندگی‌نامه
وی در ۳ مارس ۱۹۸۳ در ایروان به دنیا آمد و از کنسرواتوار دولتی کومیتاس ایروان (۲۰۱۱) فارغ‌التحصیل گشت. وی در تالار آکادمی ملی اپرا و باله آلکساندر اسپنداریان فعالیت می‌کند. همچنین برندهٔ جوایزی همچون جایزه رئیس‌جمهور جمهوری ارمنستان (جایزه پوغوسیان) و هنرمند شایسته جمهوری ارمنستان شده است.